# La plaça del Diamant
|  | Aquest article tracta sobre la novel·la. Vegeu-ne altres significats a «La plaça del Diamant (desambiguació)». |

La plaça del Diamant és una novel·la psicològica de l'escriptora Mercè Rodoreda. Considerada per la crítica com la seva obra principal, la novel·la s'ha convertit en un clàssic de la literatura catalana de postguerra. Publicada per primer cop l'any 1962, ha estat traduïda a més de trenta idiomes. Al pròleg de la traducció en castellà, el premi Nobel de Literatura Gabriel García Márquez va qualificar l'obra com la més bella publicada a l'estat espanyol després de la Guerra Civil.

## L'obra
Amb el rerefons de la Segona República Espanyola i la Guerra del 36, aquesta novel·la, que inicialment s'anomenava Colometa, se centra en el personatge de la Natàlia, la Colometa, una dona jove que en representa moltes d'altres a qui va tocar de viure un període de la història especialment cruel. La Natàlia accepta sense rondinar tot allò que la vida, i el seu marit Quimet, li imposen. Arriba a acceptar que li canviï el nom pel de Colometa. Com moltes dones de l'època, veurà anar-se'n i morir els seus estimats, passarà gana i tindrà dificultats per tirar endavant els fills.
Enfonsada en un matrimoni que no li proporciona felicitat i unida a un home egoista, la Natàlia renuncia a la seva pròpia identitat cedint tot el protagonisme al seu marit, acceptant els convencionalismes d'una època que deixava la dona en un segon pla. Al llarg del text el lector va descobrint la resignació d'aquesta dona davant la realitat que li ha tocat de viure. La història és plena de Colometes i Mercè Rodoreda els fa en aquesta obra un especial homenatge.
La novel·la és també una crònica fidel de la Barcelona de postguerra i de com va marcar aquest període històric la vida dels barcelonins. Fent servir com a recurs expressiu l'escriptura parlada amb receptor mut, Mercè Rodoreda permet que el lector conegui els sentiments més profunds de la protagonista. L'autora se serveix d'un estil narratiu simple i planer, carregat de poesia, adequat a la innocència i la ingenuïtat de la protagonista. Malgrat el dramatisme de l'obra, l'autora utilitza un punt d'humor, adient també al caràcter de la Natàlia.
En una pugna significativa entre Josep Pla i Joan Fuster, ambdós membres del jurat del premi Sant Jordi de novel·la, Pla aconseguí fer prevaldre el seu criteri i negà el guardó a l'obra, si bé, anys després, l'assolí una altra obra de Rodoreda com és El carrer de les Camèlies.

## Argument

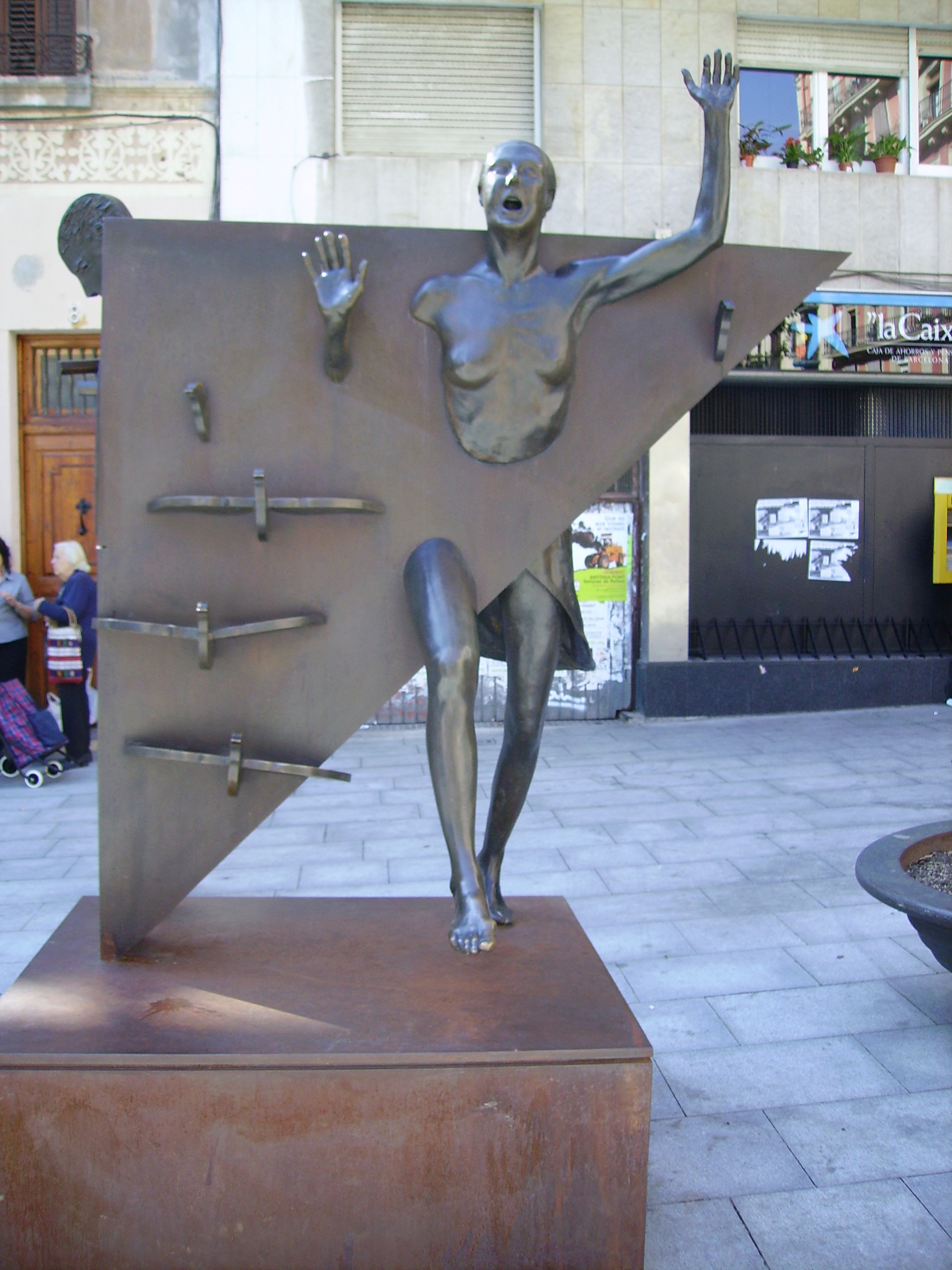
La Colometa, escultura de Xavier Medina-Campeny a la plaça del Diamant (Gràcia)

La història, que es desenvolupa a Barcelona, comença quan la Natàlia, una noia tímida i ingènua, va a un ball que es fa en un envelat muntat a la plaça del Diamant, a la vila de Gràcia, on coneix en Quimet, un xicot decidit i desimbolt, del qual s'enamora, mig a contracor. Colometa, que era com li deia en Quimet, deixa el seu promès, que es deia Pere, i la feina a la pastisseria per a casar-se amb en Quimet. Amb ell va tenir dos fills: l'Antoni i la Rita. En Quimet tenia una fusteria, però no li va anar bé, i la Colometa es va posar a fer feines en una casa.
Quan va començar la Guerra Civil espanyola, en Quimet va haver d'anar a lluitar al front, i, a causa de la situació que es vivia aleshores, la Colometa va perdre la feina i va haver de vendre tot el que tenia per a poder mantenir els fills. Aviat la Colometa es va quedar sense diners i no en tenia ni per a menjar, per això, i després de patir molt després de la mort del Quimet, va decidir de posar fi a la seva vida: va anar a comprar salfumant a una adrogueria i va ser allí on va conèixer l'Antoni, que li va oferir l'oportunitat de treballar per a ell.
Passà el temps i l'Antoni li va demanar que es casés amb ell, dient-li que era per tenir alguna companyia, ja que ell no podia tenir relacions sexuals a causa d'una ferida de guerra. Ella, vídua i pobra, ho acceptà i es va convertir en la seva dona. L'Antoni era un home molt més comprensiu que en Quimet i un bon pare per als seus fills.

## Adaptacions

### Obra teatral
A principis de l'any 2007, el Teatre Nacional de Catalunya va encarregar a Josep M. Benet i Jornet l'adaptació teatral de l'obra de Mercè Rodoreda. S'estrenà a la Sala Gran del 4 de novembre de 2007, amb la direcció Toni Casares. S'hi representà fins al 20 de gener de 2008 amb aquest repartiment: Sílvia Bel (Natàlia o Colometa), Marc Martínez (Quimet), Carles Martínez (Antoni, l'adroguer), Anna Sahun (Julieta), David Bagés (Cintet), Ernest Villegas (Pere/Mateu/Vicenç) i fins a 30 actors que interpretaven 66 personatges. També cal destacar els grans decorats movibles (que es van necessitar dos mesos per fer-los), 150 vestits, molts canvis en escenes i música en directe en alguns punts de l'obra.
- Adaptació:	Josep M. Benet i Jornet
- Direcció:	Toni Casares
- Música:	Òscar Roig
- Escenografia:	Jordi Roig
- Figurinisme:	Mercè Paloma
- Il·luminació:	Albert Faura (aai)
- So:	Pepe Bel
- Moviment:	Montse Sánchez
- Repartiment:	Míriam Alamany, Mercè Arànega, Georgina Avellaneda, Mònica Aybar, David Bagés, Manel Bartomeus, Sílvia Bel, Paula Blanco, Miquel Bordoy, Imma Colomer, Carles Cruces, Joan Farreras, Queralt Farreras, Oriol Gonzàlez, Marc Homs, Leandre Lopes, Vicente Llorente, Miquel àngel Maestro, Martí Malla, Marc Martínez, Carles Martínez, Mar Monton, Alejandro Navarro, Blai Navarro, Marc Oró, Quimet Pla, Anna Sahun, Conxita Sesé, Ernest Villegas.[7]

Des del mes de febrer de 2008, l'obra ha anat de gira pels teatres de Catalunya. La gira finalitza a Madrid, on també es va representar en català. A continuació es mostra un llista dels llocs que ha visitat l'obra:
- 2 i 3 de febrer: Girona, Teatre Municipal
- 7 i 8 de febrer: Tarragona, Teatre Metropol
- 10 i 12 de febrer: Viladecans, Àtrium
- 15 de febrer: Tàrrega, Teatre de l'Ateneu
- 17 de febrer: Igualada, Teatre de l'Ateneu
- 20, 21 i 22 de febrer: Reus, Teatre Fortuny
- 24 i 25 de febrer: Balaguer, Teatre Municipal
- 29 de febrer: Roses, Teatre de Roses
- 8 i 9 de març: Sabadell, Teatre Principal
- 13, 14 i 15 de març: Ciutat de Palma, Teatre Principal
- 23 de març: Solsona, Teatre Comarcal
- 30 i 31 de març: Sant Cugat del Vallès, Teatre-Auditori
- 3 i 4 d'abril: Granollers, Teatre Auditori
- 6 d'abril: Tordera, Teatre Clavé
- 11 d'abril: Barberà del Vallès, Teatre Municipal Cooperativa
- 18, 19 i 20 d'abril: Manresa, Teatre Kursaal
- 25 d'abril: Valls, Centre Cultural Municipal
- 27 d'abril: Figueres, Teatre el Jardí
- 30 d'abril; 1, 2, 3 i 4 de maig: Madrid, Teatro Valle-Inclán

## Traduccions
Ha estat traduïda a diversos idiomes, entre els quals:
Al castellà:
- La plaza del Diamante. Traducció d'Enrique Sordo. Barcelona: Edhasa, 1965. Algunes reedicions —com ara la de 1989 (Círculo de lectores)[8] i la de 2018 (Edhasa)[9]— inclouen un pròleg de Gabriel García Márquez escrit el 1983.
- La plaza del Diamante. Edició il·lustrada. Traducció d'Enrique Sordo. Presentació de Mercè Rodoreda. Traducció de Secundí Suñé. Pròleg de Joan Sales. Traducció de Joaquim Dols. Barcelona: HMB, 1982.
- La plaza del Diamante. Traducció de Sergio Fernández Martínez. Barcelona: Edhasa, 2021.

A l'anglès:
- The Pigeon Girl. Traducció de Eda O'Shiel. Londres: André Deutsch, 1967.
- The Time Of The Doves. Traducció de David Rosenthal. Nova York: Taplinger Publishing Company, 1980.
- In Diamond Square. Traducció de Peter Bush. Londres: Virago Press Ltd, 2013.

A l'italià:
- La piazza del Diamante. Traducció de Giuseppe Cintioli. Milà: Arnoldo Mondadori, 1970.
- La piazza del Diamante. Traducció d'Anna Maria Saludes i Amat. Torí: Bollati Boringhieri, 1990.
- La piazza del Diamante. Traducció de Giuseppe Tavani. Roma: La Nuova Frontiera, 2008.

Al francès:
- La Place du Diamant. Traducció de Bernat Lesfargues, amb la col·laboració de Pierre Verdaguer. París: Gallimard, 1971.

A l'alemany:
- Auf der Plaça del Diamant. Traducció de Hans Weiss. Suhrkamp Verlag, Frankfurt am Main, 1979.

Al rus:
- Площадь Диамант. Traducció d'El·la Vladímirovna Braguínskaia. Moscou: Khudójestvennaia literatura, 1982.

A l'islandès:
- Demantstorgið. Traducció de Guðbergur Bergsson. Reykjavík: Forlagið, 1987.

Al portuguès:
- A Praça do Diamante. Traducció de Mercedes Balsemão. Lisboa: Dom Quixote, 1988.
- A Praça do Diamante. Traducció de Luis Reyes Gil. São Paulo: Planeta, 2003.

Al basc:
- Diamantearen Plaza. Traducció de Maite González Esnal. Donosti: Elkar, 1994.

Al gallec:
- A Praza do Diamante. Traducció de Pilar Vilaboi Freire. Santiago de Compostela: Edicións Positivas, 1995.

Al neerlandès:
- Colometa. Traducció d'Adri Boon des del castellà. Àmsterdam: J.M. Meulenhoff, 2007.

Al sard:
- Sa pratza de su Diamante. Traducció de Giagu Ledda. Nuoro: Papiros, 2008.

A l'occità aranès:
- Era plaça deth Diamant. Traducció de Manuela Ané. Lleida: Pagès Editors, 2009.

A l'hindi:
- Hira Chok. Traducció de Sameer Rawal, 2005.[10]

Al grec:
- Η πλατεία των διαμαντιών. Traducció de Ntina Sideri. Atenes: Dorikos, 1987.
- Πλατεία Διαμαντιού. Traducció d'Evriviadis Sofós. Atenes: Kastanioti, 2019.

Al finès:
- Timanttiaukio. Traducció de Jyrki Lappi-Seppälä. Helsinki: Otava, 1988.

Al polonès:
- Diamentowy plac. Traducció de Zofia Chadzynska. Varsòvia: Czytelnik, 1970.

A l'hongarès:
- A Diamant tér. Traducció de Judit Tomcsányi. Budapest: Európa, 1978.

Al lituà:
- Moteris tarp balandziu. Traducció de Biruté Ciplijauskaité. Vilnius: Charibdé, 2002.

Al noruec:
- Diamantplassen. Traducció de Kjell Risvik. Oslo : Gyldendal, 1984.[11]

Al japonès:
- ダイヤモンド広場. Traducció de Yoshimi Asahina. Tòquio: Shōbunsha, 1974.
- ダイヤモンド広場. Traducció de Kō Tazawa. Tòquio: Iwanami Shoten, 2019.

Al xinès:
- 钻石广场. Traducció de Wu Shoulin. Beijing: Renmin Wenxue Chubanshe. 1991.